# Immortelle
Immortelle è il primo album in studio del gruppo musicale Dew-Scented, pubblicato il 1996 dalla Steamhammer. 

## Tracce
1. In Flames – 3:55
2. Silenced – 2:57
3. Black Is the Day – 7:04
4. Thirst for Sun – 2:36
5. Unending – 4:29
6. Afterlife/Afterlove – 5:09
7. ...Yonder... – 2:11
8. Beloved Elysium – 3:02
9. For You and Forever – 6:14
10. Poets of Dirt – 2:47
11. Native Soil Venus – 4:12
12. Theory of Harmony – 3:13

## Formazione
- Leif Jensen - voce
- Ralf Klein - chitarra
- Jörg Szittnick - chitarra
- Patrick Heims - basso
- Tarek Stinshoff - batteria